# Pisaura consocia
Espèce
Synonymes
- Dolomedes consocius O. Pickard-Cambridge, 1872

Pisaura consocia est une espèce d'araignées aranéomorphes de la famille des Pisauridae.

## Distribution
Cette espèce se rencontre en Israël, au Liban, en Syrie, en Turquie et à Chypre.

## Description
Les mâles mesurent de 7,4 à 10,3 mm et les femelles de 7,6 à 13,9 mm.

## Publication originale
- O. Pickard-Cambridge, 1872 : General list of the spiders of Palestine and Syria, with descriptions of numerous new species, and characters of two new genera. Proceedings of the Zoological Society of London, vol. 1871, p. 212-354 (texte intégral).